# Playback
Playback är ett ord på engelska för uppspelning av inspelningar för musikaliska framträdanden där all musik och sång är förinspelad, och playbacksångare är en sångare som är känd för att göra inspelningar som används till playback (åt andra skådespelare) främst i filmer. I Sverige har uttrycket även kommit att användas för själva framträdandet när en drag queen eller annan scenpersonlighet läppsynkar till förinspelade sånger. Framträdanden till playback förekommer ofta i TV-program där nya låtar skall marknadsföras, för att återge samma sound som på skivorna utan att där behöva stilmässigt frångå skivinspelningen genom att sjunga och spela musikinstrument.